# Jus docendi
Jus docendi er den ret, en person med doktorgrad traditionelt har haft til at forelæse ved det universitet eller anden uddannelsesinstitution, hvor doktorgraden er erhvervet. I Danmark blev denne ret fastsat ved kongelig forordning i 1824, men i 1996 blev det ved bekendtgørelsen om doktorgrader lagt over til de enkelte uddannelsesinstitutioner, om de ville giver deres doktorer denne ret. En person, der forelæser ifølge denne ret, men ikke er ansat ved den pågældende institution kaldes privatdocent, der altså ikke er ansat som docent.
Retten blev ofte tidligere udnyttet for at vedkommende kunne bringe sig selv i en bedre position i forhold til senere at blive ansat.